# Protesty v Turecku 2013

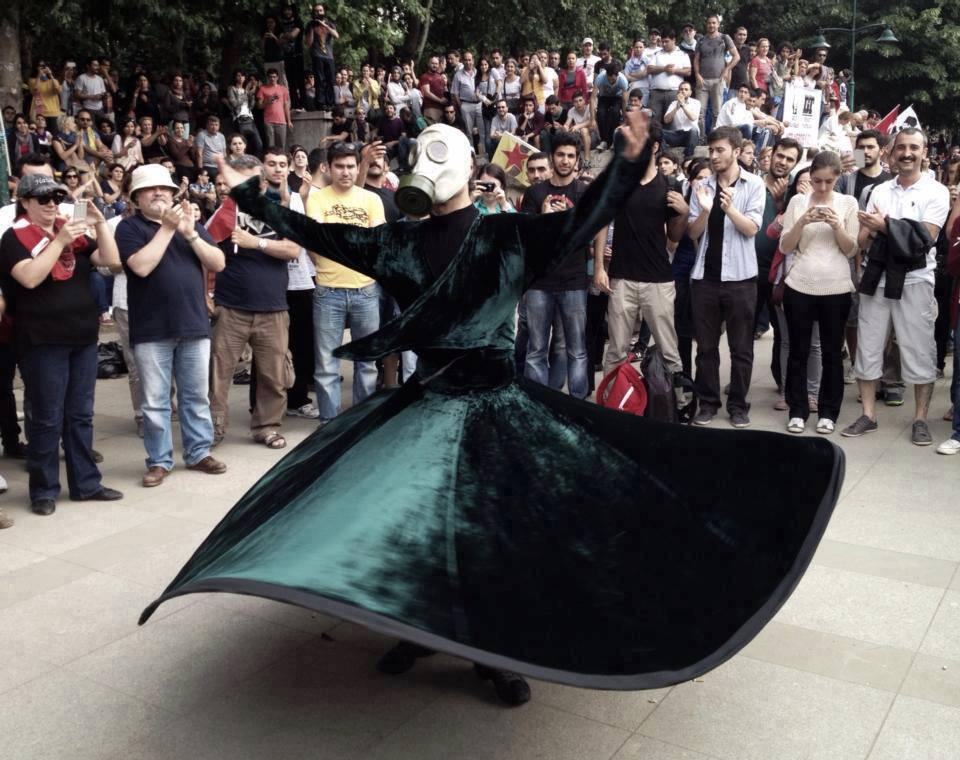
Pouliční protest umělce s plynovou maskou v rámci nepokojů

Protesty v Turecku v roce 2013 začaly místním protestem v úterý 28. května v Istanbulu, kde skupina několika desítek environmentalistů protestovala proti plánu pokácet stromy v parku Gezi za účelem vybudování nákupního střediska ve stylu dávno zbořených Taksimských kasáren. Poklidný protest stanujících byl poměrně násilně napaden policií, která stany zapalovala a na protestující použila slzný plyn. V dalších dnech nicméně protesty pokračovaly, zprávy o nich se hojně šířily po sociálních sítích a 29. i 30. května přišlo do okolí Taksimského náměstí demonstrovat více a více lidí, demonstrovat se začalo také v Ankaře. Dne 1. června pak policie zatkla v Istanbulu a Ankaře dohromady přes 939 osob, přičemž proti demonstrantům používala také vodní děla a slzný plyn na ně házela z vrtulníků. Protestovat proti vládnímu postupu se začalo v mnoha dalších městech, v Burse, Antalye, Eskişehiru, Smyrně, Edirne, Mersinu, Adaně, İzmitu, Konya, Kayseri, Samsun, Antakya, Trabzonu, Rize, Ispartě, Tekirdağu, Bodrumu, a Mardinu. Nepokoje přitom byly vzácně sjednoceným vyústěním nespokojenosti mnoha různých skupin s tureckou vládou premiéra Recepa Erdoğana a jeho Strany spravedlnosti a rozvoje. Vláda totiž přizpůsobuje zákony země islámu, například bojuje proti alkoholickým nápojům, plánuje stavbu mešity na Taksimském náměstí. Podporu veřejnosti rovněž nemá turecké zapojení do Syrské občanské války.
Tehdejší premiér Erdoğan reagoval na protesty přezíravě a sociální sítě, zejména Twitter, označil za „největší hrozbu pro společnost“.